# 襄彊
襄彊（？—前209年），中国秦朝末年群雄之一，一度称楚王。
襄彊有可能是楚國的舊公族，葛婴奉陈胜指示，向东南攻打原来的楚國領土，在东城（今安徽省定远县）立襄彊为楚王。后来葛婴知道陈胜在陈县自称楚王，為了宣示效忠陈胜，就将襄彊杀了。